# لیپینه (شهرستان خاینووکا)
لیپینه (به لاتین: Lipiny) یک روستا در لهستان است که در گمینا خاینووکا واقع شده‌است.